# Curetis fortunatus
Curetis fortunatus är en fjärilsart som beskrevs av Hans Fruhstorfer 1908. Curetis fortunatus ingår i släktet Curetis och familjen juvelvingar. Inga underarter finns listade i Catalogue of Life.